# Arbusowo (Konyschowka)
Arbusowo (russisch Арбузово) ist eine Siedlung (am Bahnhof) in der Oblast Kursk in Russland. Sie gehört zum Rajon Konyschowka und zur Landgemeinde (selskoje posselenije) Starobelizki selsowjet.

## Geographie
Der Ort liegt gut 80 km Luftlinie nordwestlich des Oblastverwaltungszentrums Kursk im südwestlichen Teil der Mittelrussischen Platte, 23 km nordwestlich des Rajonverwaltungszentrums Konyschowka, 4 km vom Sitz des Dorfsowjet – Staraja Beliza, 53 km von der Grenze zwischen Russland und der Ukraine.

### Klima
Das Klima im Ort ist wie im Rest des Rajons kalt und gemäßigt. Es gibt während des Jahres eine erhebliche Niederschlagsmenge. Dfb lautet die Klassifikation des Klimas nach Köppen und Geiger.

## Bevölkerungsentwicklung
| Jahr | Einwohner |
| ---- | --------- |
| 2002 | 138       |
| 2010 | 89        |

Anmerkung: Volkszählungsdaten

## Verkehr
Arbusowo liegt 44 km von der Fernstraße föderaler Bedeutung M3 „Ukraina“ (Moskau – Kaluga – Brjansk – Grenze zur Ukraine), 49 km von der Straße M2 „Krim“ (Moskau – A142/Trosna – Grenze zur Ukraine), 17 km von der Straße A 142 (Trosna – M3 Ukraina), 6 km von der Straße regionaler Bedeutung 38K-038 (Fatesch – Dmitrijew), 19 km von der Straße 38K-005 (Konyschowka – Schigajewo – 38K-038), 5,5 km von der Straße 38K-003 (Dmitrijew – Berjosa – Menschikowo – Chomutowka), 5 km von der Straße interkommunaler Bedeutung 38N-146 (38N-144 – Oleschenka mit Auffahrt nach Naumowka), an der Straße 38N-150 (38N-146 – Arbusowo – Budanowski) entfernt. Im Bereich der Siedlung befindet sich Bahnhof Arbusowo (Eisenbahnstrecken Nawlja – Lgow-Kijewskij und Arbusowo – Luschki-Orlowskije).
Der Ort liegt 182 km vom internationalen Flughafen von Belgorod entfernt.